# Max Körner
Max Körner (* 18. September 1887 in Reutlingen; † 21. Juni 1963 in Nürnberg) war ein deutscher Grafiker, Maler und Buchkünstler.

## Werdegang
Körner absolvierte zunächst ab 1901 bei seinem Vater in Nürtingen eine dreijährige Lehre zum Holzbildhauer und studierte an der Kgl. Lehr- und Versuchswerkstätte in Stuttgart bei Pankok und Cissarz. Von 1913 bis 1921 war er Lehrer für Graphik und Buchgewerbe an der Kunstgewerbeschule Stuttgart. Ab 1921 hielt er eine Professur an der Staatsschule für Angewandte Kunst in Nürnberg und war Leiter der Meisterklasse für Angewandte Graphik. 1922 erwarben die Stuttgarter Kickers das jetzige Emblem von Körner, für vermutlich 300 Mark.
In der Zeit des Nationalsozialismus war Körner Mitglied der Reichskammer der bildenden Künste. Er arbeitete u. a. für NS-Organisationen und fertigte Drucksachen für die „Stadt der Reichsparteitage“. Körner stand 1944 auf der Gottbegnadeten-Liste.
Nach dem Ende des NS-Staats war er von 1945 bis 1948 kommissarisch mit der Leitung der vorübergehend in Schloss Ellingen untergebrachten Akademie der Bildenden Künste Nürnberg betraut, bis Fritz Griebel zum Direktor ernannt wurde. Zu seinen dortigen Schülern zählten u. a. Heinz Schillinger, Richard Lindner und Dore Meyer-Vax.

## Ehrungen
- 1953: Preis der Stadt Nürnberg
- 1958: Verdienstkreuz 1. Klasse der Bundesrepublik Deutschland

## Sicher belegte Teilnahme an Ausstellungen in der Zeit des Nationalsozialismus
- 1933: Nürnberg, Norishalle („Nordbayerische Kunstausstellung“)
- 1934: München, Neue Pinakothek („Süddeutsche Kunst in München“)
- 1940 und 1941: Nürnberg („Ausstellung von Werken lebender fränkischer Künstler. Landschaftliche Kunstschau junger Künstler der Gaue Franken, Mainfranken und Bayerische Ostmark“)